# Centro Uruguayo de Imagenología Molecular
El Centro Uruguayo de Imagenología Molecular (CUDIM) es un centro especializado que utiliza las tomografía por emisión de positrones (PET) para el diagnóstico y la investigación de enfermedades oncológicas y neurológicas. Es el único centro PET-CT de Uruguay. 

## Creación
Fue creado bajo el amparo del Artículo 230 de la Ley N.º 18.172 el 31 de agosto de 2007 como "Persona de Derecho Público no Estatal".
Fue inaugurado el 17 de marzo del año 2010 en los alrededores del Hospital del Clínicas. Su primer directores fue el doctor Henry Engler, médico especialista en medicina nuclear, quien ocupó el cargo de director general del Centro hasta el año 2019.
Su actual director general es el doctor Pablo Duarte.

## Cometidos
Tiene como cometido el desarrollo de la investigación, capacitación y aplicaciones en ciencias de la salud donde se fomentan las siguientes actividades:

a) Diagnóstico: exámenes clínicos a pacientes con cobertura de salud pública y privada,fundamentalmente en las áreas de oncología y neurología.

b) Capacitación: a fin de promover el perfeccionamiento docente, profesional y técnico.

c) Investigación clínica y biomédica: evaluación del impacto del ciclotrón-PET en diversas patologías y en la evaluación de nuevas drogas en investigación y desarrollo

Se realizan tomografías por emisión de positrones, técnica de diagnóstico que utiliza pequeñas cantidades de radioactividad para marcar sustancias cuyo recorrido en el cuerpo puede seguirse y visualizarse. Las aplicaciones más frecuentes son las oncológica, pero también sirve para trastornos neurológicos,enfermedades neurodegenerativas, epilepsia y diagnósticos cardiológicos. Atiende pacientes del Fondo Nacional de Recursos.
Posteriormente incorporó la realización de estudios de Resonancia Magnética, siendo el único centro del país que tiene un resonador 3 Tesla. También biopsias de próstata y diagnoterapia.